# إيلينا بودزامسكا
إلينا بودزامسكا (مواليد 7 يناير 1972) هي ممثلة وممثلة دبلجة سلوفاكية ولدت في براتيسلافا.

## روابط خارجية
- إيلينا بودزامسكا في قاعدة بيانات الأفلام على الإنترنت